# Alex Marlow

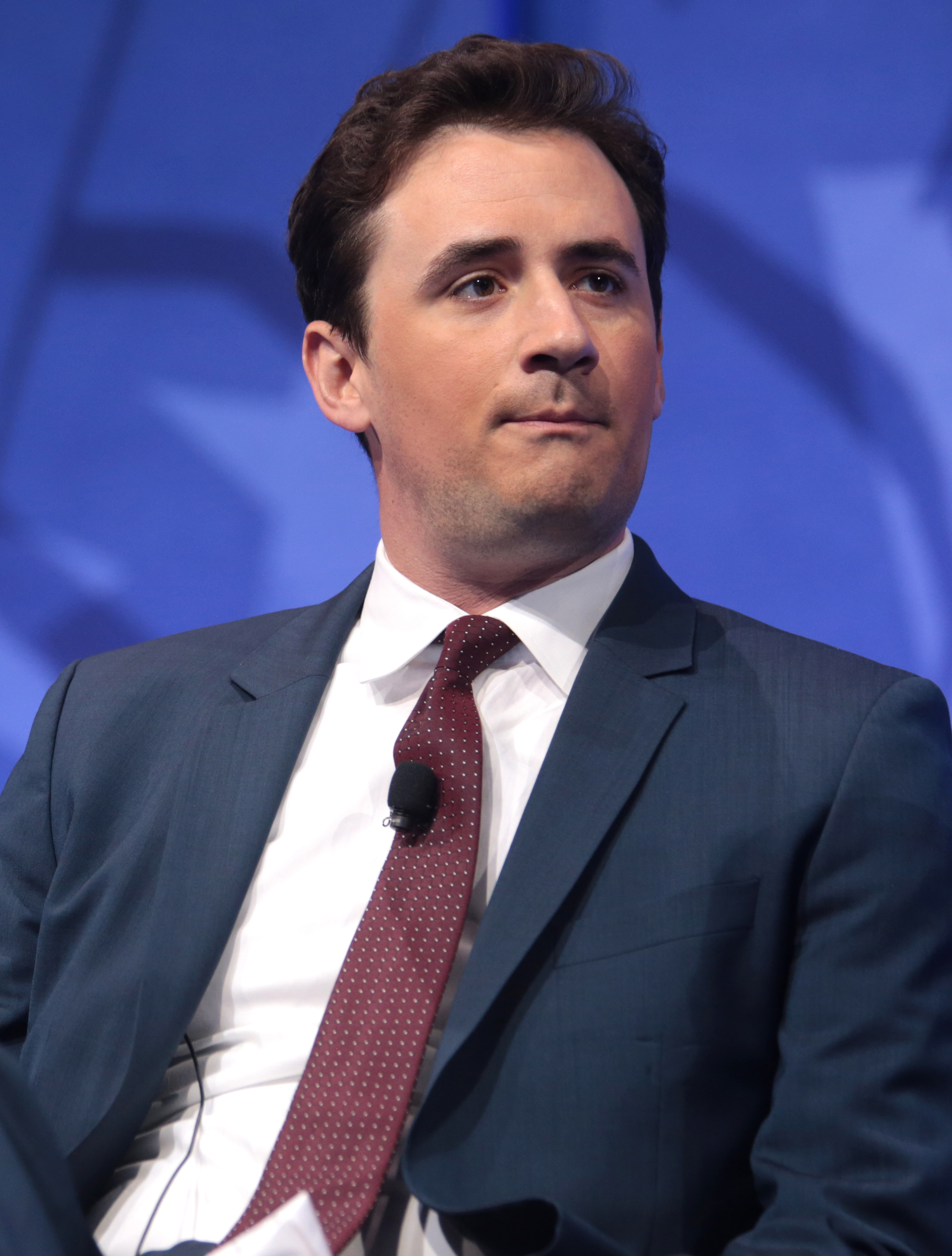
Alex Marlow 2017

Alexander Mason Marlow (* 24. Januar 1986 in Los Angeles) ist ein US-amerikanischer Journalist und derzeit der Chefredakteur von Breitbart News.

## Werdegang
Alex Marlow, der jüdischer Abstammung ist, wuchs in Los Angeles in einer der besseren Enklaven auf, besuchte in Studio City bis 2004 die Harvard-Westlake School und studierte nach seinem Abschluss anschließend an der University of California, Berkeley. Sein Hauptfach war die Politikwissenschaft, sein Nebenfach Musik. Er wurde schon zu Studienzeiten, die er 2008 erfolgreich beendete, von Andrew Breitbart als erster Mitarbeiter von Breitbart News eingestellt.
In der Anfangszeit, als die Arbeit für das Online-Medium faktisch aus Breitbarts Kellerräumen heraus erledigt wurde, war Marlow eigenen Angaben zufolge vorrangig ein „verherrlichter persönlicher Assistent“ (englisch It was mostly being a glorified personal assistant), dessen redaktionelle Aufgaben parallel mit dem zunehmenden Erfolg von Breitbart News wuchsen.
Er übernahm im Jahr 2012 die redaktionellen Verantwortung für das Medium, nahm aber erst ein Jahr später für sich die Bezeichnung Chefredakteur in Anspruch. Nachdem innerhalb eines vergleichsweise kurzen Zeitraums eine Reihe relevanter Mitarbeiter aus der Redaktion ausschieden, darunter Steve Bannon, Sebastian Gorka und Julia Hahn (ebenfalls Alumnus der Harvard-Westlake School) in Richtung des Weißen Hauses sowie Katie McHugh und Milo Yiannopoulos, verzeichnete er laut New York Times – im Vergleich zu den Branchenstandards – eine gute Bilanz darin, Frauen und ethnische Minderheit zu fördern und sie auf leitende Posten zu befördern.

## Rezeption
Von Forbes wurde er im Jahr 2015 wurde er vom US-Wirtschaftsmagazin Forbes in der jährlich erstellten Liste Forbes 30 Under 30 in der Kategorie „Medien“ geführt. In dem Porträt führte die renommierte Tageszeitung zudem aus, dass Marlow von „ihm nahestehenden Personen“ wahlweise als „in sich gekehrt“, „Misanthrop“ oder „Einsiedler“ bezeichnet werde, der mit den Mitarbeitern von Breitbart News vorrangig per Telefon, SMS oder E-Mail kommuniziere.
Seiner ehemaligen Schule war lange Zeit nicht bewusst, dass ihr Alumnus Chefredakteur von Breitbart ist. Dies wurde den verantwortlichen erst 2016 bewusst, als Marlow in einem Porträt Steve Bannons in der New Yorks auftauchte und ein Lehrer den Beitrag auf dem Facebook-Profil der Schule veröffentlichte – eigenen Aussagen zufolge, um auf seinen Beitrag zu dem Text hinzuweisen. Die aus der Veröffentlichung folgende Kontroverse – Marlow wurde in den Kommentaren u. a. als „eine Schande für unsere Schule und unsere fantastische Gemeinschaft“ (englisch an embarrassment to our school, and to our fantastic community) bezeichnet – wurde ausführlich in der Schulzeitung The Chronicle dokumentiert.
In einem ausführlichen Porträt im Jahr 2017 wurde Marlow als die „wichtigste Figur der Gegenkultur“ bezeichnet, welche die US Berkeley seit dem Free Speech Movement hervorgebracht habe (englisch the most consequential countercultural figure to come out of UC Berkeley since the Free Speech Movement).
Ehemaligen Mitarbeitern zufolge sei Marlow zu den Zeiten Bannons bei Breitbart im Sinne von Guter Bulle, böser Bulle der „gute Polizist“ gewesen, der Bedenken gegen Bannons redaktionelle Stoßrichtung hatte. Marlow selbst bezeichnete die Annahme, er wäre im Widerspruch zu Bannon gestanden, als „absolut falsch“. Unabhängig davon äußerten sich ehemalige Mitarbeiter gegenüber CNN grundsätzlich positiv über Marlow und hoben insbesondere dessen Begabung als Schlagzeilenautor und dessen Gespür für Geschichten, die beim Leser ankommen, hervor.

## Privates
In einem Porträt führte Wil S. Hylton in der New York Times Marlow als „Craft-Beer-Enthusiasten“ ein.
Er lebt in Washington, D.C. und ist verheiratet mit Christina.